# Osztopán
Osztopán község Somogy vármegyében, a Kaposvári járásban.

## Fekvése
Kaposvár és Fonyód között félúton, Somogy szívében, a 6701-es út mentén fekszik, Kaposvártól északnyugatra, Edde, Somogyvámos és Somogyfajsz között. Utóbbival a 6712-es út köti össze, Hetes felől (Csombárd és Bodrog érintésével) a 6706-os út vezet idáig.

## Története
Osztopán Árpád-kori település, amely már a tatárjárás előtt is fennállt. Nevét 1229-ben említette először oklevél mint a székesfehérvári káptalan birtokát. 1317-ben a Gutkeled nemzetségbeli Amadé fia, I. Miklós, a Felső-Lendvai család őse nyerte adományként Károly Róbert királytól. 1332-1337 között a pápai tizedjegyzék is említi egyházas helyként. 1417-ben az Osztopáni Perneszi család szerzett egyes részeire új adományt Zsigmond királytól. 1478-ban osztopáni Perneszy Pál fiai, Zsigmond és Imre, 1512-ben Perneszi Imre fiai: Miklós, Pál és István volt Osztopán birtokosai. Az 1536-os adólajstrom szerint Zewld Péter, Perneszi Imre, Perneszi István özvegye, Egyed és a Zalay család volt a földesura és még 1660-ban is a Perneszi családé volt. 1715-ben itt 11 háztartást írtak össze és ekkor részben Babócsay Ferenc özvegye, részben pedig a kincstár birtoka volt. A Váraljai-dűlőben a földmunkák során régi építmények nyomaira bukkantak a helybéliek, akik szerint ott állhatott egykor a földbirtokosok várkastélya. Ezt a hagyományt jelzi a földrajzi név is, mint ahogy néhány dűlőnév: Sándorica, Málica, Jakusavica, Umsica és Tarasica ugyancsak arról árulkodik, hogy valaha tótok is lakták e vidéket. A 19. században újabb birtokosok írták be nevüket Osztopán krónikáskönyvébe: ez idő tájt a Siklósy és a Tallián családnak volt földterülete. Ez utóbbiak építették fel 1910-ben azt a kastélyt, amely napjainkban az általános iskolának ad helyet. Parkjában védett tölgy-, vadgesztenye- és tiszafák élnek, a terület idegenforgalmi hasznosítása számos lehetőséget rejt.
A 20. századi történelemből a két világháború hagyott komoly nyomot az itt élők emlékezetében, a világégések áldozatairól minden évben a templomkertben álló emlékműveknél emlékeznek meg a község lakói.
A település 1977-ben veszítette el korábbi közigazgatási önállóságát, amikor Somogyjádhoz központosították. Érthető, ha a rendszerváltás idején legfontosabb törekvése épp ennek az önállóságnak a visszaszerzése volt. Ezután az 1990-es években már látható fejlődést tudhattak maguknak: szinte a teljes infrastruktúra kiépült a faluban.
Osztopán község önkormányzata 2002 szeptemberében írt alá az erdélyi Galócás község önkormányzatával együttműködési és barátsági megállapodást. Azóta a két testvértelepülés folyamatosan ápolja a kapcsolatát, s kölcsönösen segíti egymást.

## Közélete

### Polgármesterei
- 1990–1994: Kovács Béla (független)[3]
- 1994–1998: Kovács Béla László (független)[4]
- 1998–2002: Kovács Béla (független)[5]
- 2002–2006: Kovács Béla (független)[6]
- 2006–2010: Kovács Béla (független)[7]
- 2010–2014: Tomsics Károly (Fidesz-KDNP)[8]
- 2014–2019: Kovács Béla László (független)[9]
- 2019–2024: Kovács Gyula (független)[10]
- 2024– : Kovács Gyula (független)[1]

## Népesség
A település népességének változása:
| Lakosok száma | 840  | 871  | 864  | 776  | 751  | 750  | 744  |
|               | 2013 | 2014 | 2015 | 2021 | 2022 | 2023 | 2024 |

A 2011-es népszámlálás során a lakosok 82,1%-a magyarnak, 13,2% cigánynak, 1,8% németnek mondta magát (16,5% nem nyilatkozott; a kettős identitások miatt a végösszeg nagyobb lehet 100%-nál). A vallási megoszlás a következő volt: római katolikus 58,9%, református 1,5%, evangélikus 0,4%, felekezet nélküli 9,7% (28,2% nem nyilatkozott).
2022-ben a lakosság 77,8%-a vallotta magát magyarnak, 5,3% németnek, 1,7% cigánynak, 0,1% horvátnak, 1,6% egyéb, nem hazai nemzetiségűnek (18% nem nyilatkozott; a kettős identitások miatt a végösszeg nagyobb lehet 100%-nál). Vallásuk szerint 41,8% volt római katolikus, 0,5% református, 0,4% evangélikus, 0,1% görög katolikus, 0,9% egyéb keresztény, 1,7% egyéb katolikus, 4,8% felekezeten kívüli (49,5% nem válaszolt).

## Nevezetességei
- Honfoglaláskori sírleletek
- Római katolikus templomát Mihály arkangyal tiszteletére 1770-ben építették. Orgonáját 1880 körül Lesnyik József és Kész Ernő építette. Harangja közül a 72 cm átmérőjűt 1845-ben Hornung József, a 48 cm átm. Seltenhofer Frigyes fiai, 1939-ben, a 105 cm átmérőjűt Szlezák László öntötte. Kegyura 1880-ban a Vallásalap volt.
- Nepomuki Szent János-szobor (1803)
- Tallián-kastély

## Testvértelepülés
- Galócás, Románia (2002)